# مطار كيفلافيك الدولي
مطار كيفلافيك الدولي (بالآيسلندية: Keflavíkurflugvöllur)(إياتا: KEF، إيكاو: BIKF) هو مطار دولي يخدم مدينة كيفلافيك في أيسلندا. يستخدم مطار كيفلافيك للطيران المدني وكذلك العسكري حيث توجد به إحدى قواعد طيران الناتو.

## مصادر

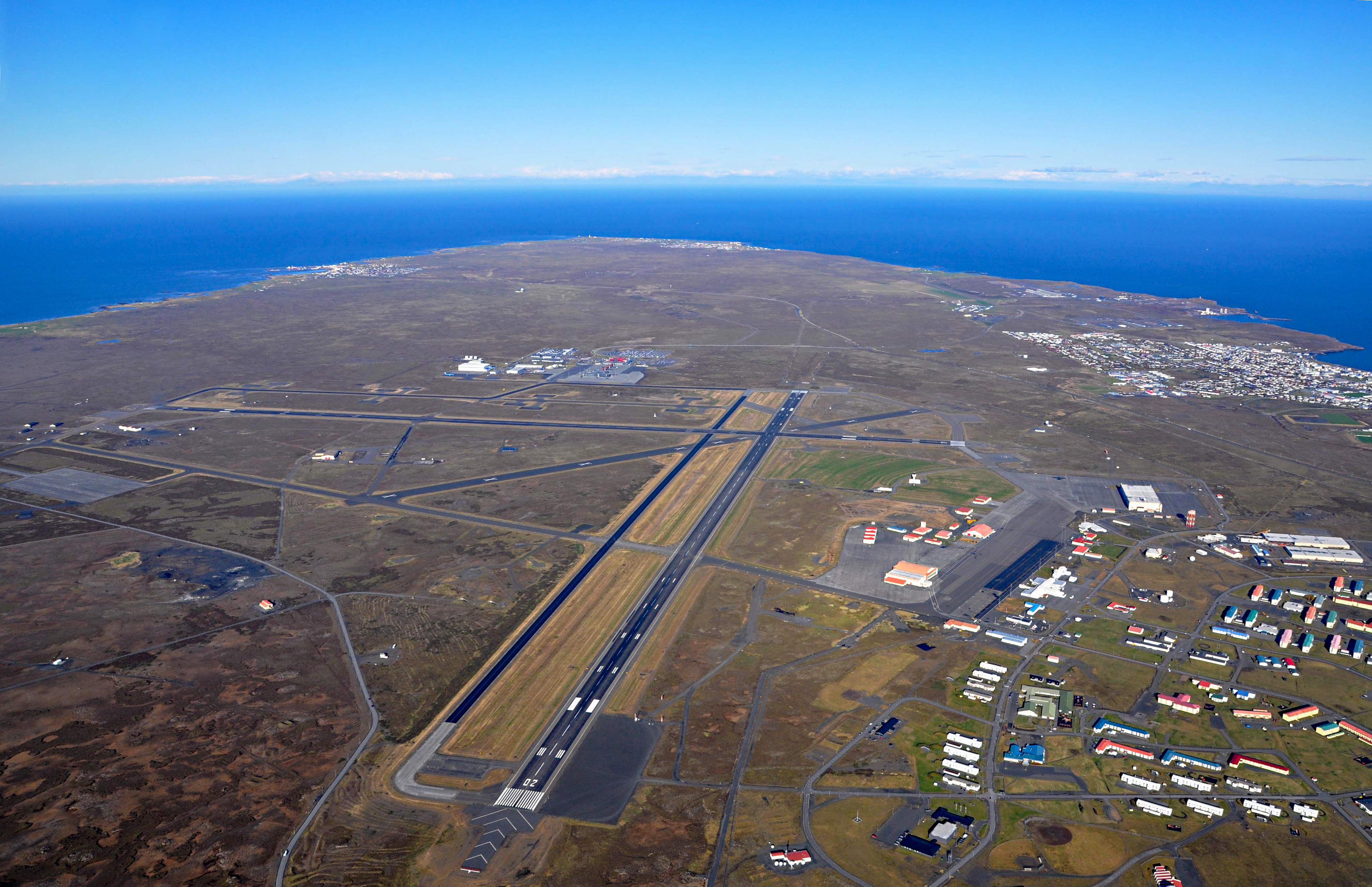

## شركات الطيران والوجهات

### الركاب
| شركـات طيـران              | الوجهات |
| -------------------------- | --- |
| طيران كندا                 | موسمي: مطار مونتريال الدولي، مطار تورونتو بيرسون الدولي |
| طيران جرينلاند             | مطار نوك موسمي: مطار إيلوليسات |
| طيران البلطيق              | مطار ريغا الدولي |
| الخطوط الجوية الأطلسية     | مطار فاغار |
| الخطوط الجوية النمساوية    | موسمي: مطار فيينا الدولي |
| الخطوط الجوية البريطانية   | مطار لندن هيثرو |
| خطوط دلتا الجوية           | موسمي: مطار ديترويت، مطار منيابولس-سنت بول الدولي، مطار جون إف كينيدي الدولي |
| إيزي جيت                   | مطار إدنبرة، مطار غاتويك، مطار لندن لوتن، مطار مانشستر موسمي: مطار بريستول، مطار مالبينسا |
| إديلويس إير                | موسمي: مطار زيورخ الدولي |
| يورو وينجز                 | مطار دوسلدورف الدولي موسمي: مطار هامبورغ |
| فين إير                    | مطار هلسنكي فانتا |
| Iberia Express             | مطار مدريد باراخاس الدولي |
| طيران آيسلندا              | مطار أليكانتي، مطار سخيبول أمستردام، مطار بالتيمور واشنطن الدولي، مطار برشلونة الدولي، مطار برلين براندنبرغ، مطار لوجان الدولي، مطار بروكسل الدولي، مطار أوهير الدولي، مطار كوبنهاغن، مطار دبلن الدولي، مطار فرانكفورت، مطار غلاسكو الدولي، مطار هلسنكي فانتا، مطار كولوسوك، مطار غاتويك، مطار لندن هيثرو، مطار مانشستر، مطار ميونخ الدولي، مطار نيوآرك ليبرتي الدولي، مطار جون إف كينيدي الدولي، مطار نوك، مطار أوسلو-غاردرموين، مطار باريس شارل ديغول، مطار فاكلاف هافيل الدولي، Raleigh/Durham، مطار ليوناردو دا فينشي، مطار سياتل تاكوما الدولي، مطار ستوكهولم أرلاندا، مطار تينيريفي الجنوبي، مطار تورونتو بيرسون الدولي، مطار فانكوفر الدولي، مطار واشنطن دولس الدولي، مطار زيورخ الدولي موسمي: Akureyri (تبدأ في 15 أكتوبر 2023)،1 Bergen، Billund، مطار خانية الدولي ‏، مطار دنفر الدولي، مطار ديترويت، مطار جنيف الدولي، مطار غران كناريا، مطار هامبورغ، مطار إيلوليسات، مطار مدريد باراخاس الدولي، مطار مالبينسا، مطار منيابولس-سنت بول الدولي، مطار نارسارسواك، مطار نيس كوت دازور، مطار أورلاندو الدولي، مطار بورتلاند الدولي، مطار سالزبورغ، مطار بن غوريون الدولي، مطار فاغار (تبدأ في 1 مايو 2024) |
| جيت تو دوت كوم             | مطار مانشستر موسمي: مطار برمينغهام، مطار إدنبرة، مطار غلاسكو الدولي، مطار لندن ستانستد |
| Lübeck Air ‏                | موسمي: Lübeck |
| لوفتهانزا                  | مطار فرانكفورت موسمي: مطار ميونخ الدولي |
| نيوس (شركة طيران)          | موسمي: مطار أليكانتي، مطار مالقة الدولي، مطار تينيريفي الجنوبي، Verona |
| آير شاتل النرويجية         | مطار أوسلو-غاردرموين |
| بلاي (شركة طيران)          | مطار أليكانتي، مطار سخيبول أمستردام، مطار بالتيمور واشنطن الدولي، مطار برشلونة الدولي، مطار برلين براندنبرغ، مطار لوجان الدولي، مطار كوبنهاغن، مطار دبلن الدولي، مطار غلاسكو الدولي، Hamilton (ON) ‏ (تبدأ في 22 يونيو 2023)، مطار لشبونة، مطار لندن ستانستد، مطار مدريد باراخاس الدولي، Newburgh، مطار باريس شارل ديغول، مطار تينيريفي الجنوبي، مطار واشنطن دولس الدولي موسمي: Aalborg، مطار أثينا الدولي، Billund (تبدأ في 15 يونيو 2023)، مطار بولونيا، مطار بروكسل الدولي، مطار دوسلدورف الدولي، Fuerteventura (تبدأ في 27 ديسمبر 2023)، مطار جنيف الدولي، Gothenburg، مطار غران كناريا، مطار هامبورغ، مطار ليفربول، مطار مالقة الدولي، مطار ميورقة، مطار بورتو الدولي، مطار فاكلاف هافيل الدولي، مطار سالزبورغ، مطار ستوكهولم أرلاندا، مطار البندقية ماركو بولو (تبدأ في 29 يونيو 2023)، Verona (تبدأ في 27 يناير 2024)، مطار وارسو فريدريك شوبان |
| الخطوط الجوية الإسكندنافية | مطار كوبنهاغن، مطار أوسلو-غاردرموين موسمي: مطار ستوكهولم أرلاندا |
| ترانسافيا                  | مطار سخيبول أمستردام موسمي: مطار نانت، مطار باريس أورلي |
| توي للطيران                | موسمي: مطار بريستول، مطار غاتويك، مطار مانشستر |
| الخطوط الجوية المتحدة      | موسمي: مطار أوهير الدولي |
| خطوط فيولينغ الجوية        | موسمي: مطار برشلونة الدولي |
| ويز للطيران                | مطار بودابست فرانز ليست الدولي، مطار غدانسك ليخ فاونسا، مطار كاتوفيتشي، مطار كراكوف، مطار مالبينسا، مطار ليوناردو دا فينشي، مطار فيينا الدولي، مطار فيلنيوس، مطار وارسو فريدريك شوبان، مطار فروتسواف موسمي: مطار لندن لوتن |

^1 تتوفر رحلة آيسلندا للطيران بين أكوريري وكيفلافيك لربط الركاب الذين يسافرون مع شركة الطيران دوليًا.

### الشحن
| شركـات طيـران   | الوجهات                                                                                            |
| --------------- | -------------------------------------------------------------------------------------------------- |
| Bluebird Nordic | Billund، مطار دبلن الدولي                                                                          |
| طيران آيسلندا   | مطار لوجان الدولي، مطار أوهير الدولي، مطار جون إف كينيدي الدولي، مطار لييج، مطار لوس أنجلوس الدولي |

## الإحصائيات

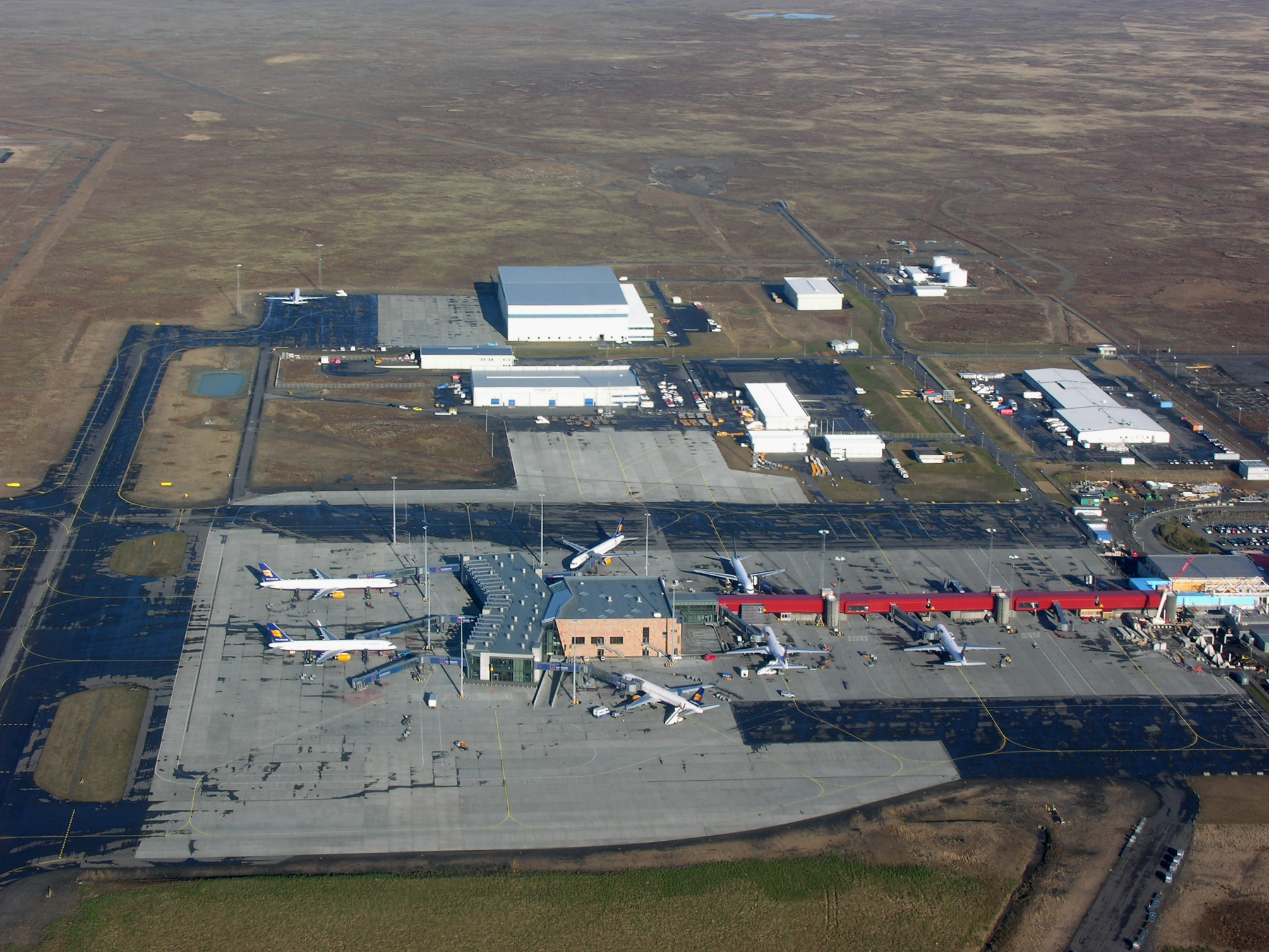
منظر جوي للمباني الرئيسية

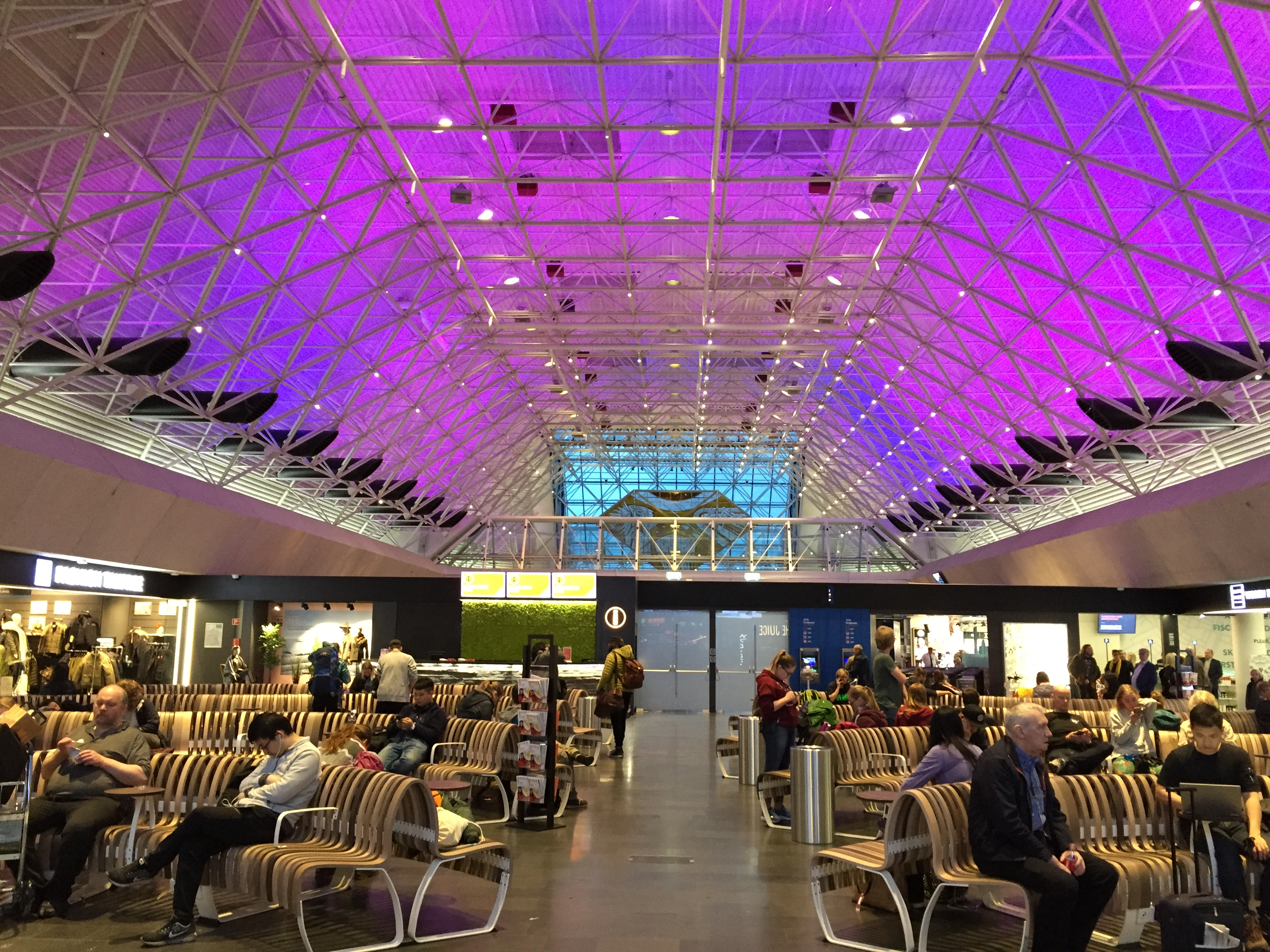
منطقة الانتظار الرئيسية

شاهد source Wikidata query and sources.
| السنة | الركاب    | التغير   |
| ----- | --------- | -------- |
| 2004  | 1،883،725 |          |
| 2005  | 2،101،679 | +11.6%   |
| 2006  | 2،272،917 | +8.1%    |
| 2007  | 2،429،144 | +6.9%    |
| 2008  | 2،193،434 | -9.7%    |
| 2009  | 1،832،944 | -16.4%   |
| 2010  | 2،065،188 | +12.7%   |
| 2011  | 2،474،806 | +19.8%   |
| 2012  | 2،764،026 | +11.7%   |
| 2013  | 3،209،848 | +16.1%   |
| 2014  | 3،867،425 | +20.5%   |
| 2015  | 4،855،505 | +25.5%   |
| 2016  | 6،821،358 | +40.4%   |
| 2017  | 8،755،352 | +28.3%   |
| 2018  | 9،804،388 | +12.0%   |
| 2019  | 7،247،820 | -26.08%  |
| 2020  | 1،373،971 | -81.04%  |
| 2021  | 2،171،996 | +58.1%   |
| 2022  | 6،126،421 | +182.01% |